# Grønlands geologi
Grønland er verdens største ø, og den er for 80 procents vedkommende dækket af indlandsis. De ca. 410.000 km2 isfrit land, svarende til Sveriges landareal, ligger som en op til 250 km bred bræmme langs kysten, og det er altovervejende herfra man kender til Grønlands geologi.
Den isfrie bræmme udgøres for det meste af et skjold af prækambrisk grundfjeld bestående af krystalline bjergarter, som i Isua-området nær Nuuk i Vestgrønland hører blandt verdens ældste bjergarter. Der er tale om et komplekst sammensat grundfjeld med foldede gnejs-bergarter, der udgør rodzonerne af en række gamle sammensvejsede bjergkædedannelser.:5  I den yngre, proterozoiske del af Prækambrium fungerede grundfjeldsskjoldet som en stabil blok, hvorpå sedimenter ad flere omgange blev aflejret, og visse steder deformeret og udsat for metamorfose.
I Nord- og Østgrønland fortsatte aflejringen af sedimenter ind i Palæozoikum, og nogle af sedimenterne blev, sammen med det underliggende grundfjeld, udsat for tektoniske bevægelser, bjergkædedannelse og metamorfose i den mellemste del af Palæozoikum. Herved dannedes det kaledoniske foldebælte i Østgrønland og det ellesmeriske foldebælte i Nordgrønland.:5  I Nordgrønland er disse deformerede bjergarter dækket af sen-palæozoiske og yngre sedimenter, mens de i Østgrønland tillige er dækket af mesozoiske marine aflejringer. Langs den grønlandske vestkyst anlagdes i Mesozoikum et stort sedimentbassin, hvis aflejringer fra Kridt og Palæogen kan ses på land.
I forbindelse med den pladetektoniske opsprækning og åbningen af Nordatlanten i Palæogen blev både det sydvestlige og sydøstlige Grønland udsat for omfattende vulkansk aktivitet, som førte til dannelse af basalt-lavaer.:5 
Kontinentalsoklen omkring Grønland er på sin vis en fortsættelse af landområderne. Her er et krystallinsk underlag af grundfjeld dækket af yngre sedimenter og basalter. På dybere vand afløses kontinentets aflejringer af oceanbundsbjergarter, der består af vulkansk materiale dannet i forbindelse med havbundsspredningen.:5 
I Kvartærtiden blev Grønland dækket af sit enorme skjold af indlandsis, som har medført en isostatisk nedpresning af de centrale dele af landet, så disse i dag ligger under havniveau.
Den righoldige geologi i Grønlands enorme isfrie landområder har afdækket en række vigtige mineralforekomster, af bl.a. kul, bly, zink og kryolit, som tidligere er blevet udnyttet kommercielt. De fleste forekomster er dog svært tilgængelige, og minedrift dermed oftest urentabel, men de senere år har der gentagne gange været gjort forsøg på indvinding af bl.a. guld, platin, uran mm. For tiden er der ingen minedrift i Grønland, efter at guldminen i Nalunaq lukkede i 2013.
I havet ud for både Vest- og Østgrønland er der potentiale for indvinding af olie og gas, og flere selskaber arbejder aktivt med at undersøge mulighederne for en produktion.

## Udforskningens historie
Den første geologiske undersøgelse i Grønland foretoges under Napoleonskrigene, hvor den Kongelige grønlandske Handel udsendte den tyske mineralog Karl Ludwig Giesecke (1761-1833) med henblik på at finde nyttige mineraler. Krigen forlængede Gieseckes ophold fra de planlagte to et halvt til syv et halvt år, og i denne tid nåede han at indsamle et meget stort mineralmateriale, herunder flere indtil da ukendte mineraler fra Gardar-provinsen, bl.a. eudialyt. Gieseckes samling, hvoraf en hel skibsladning i 1807 blev konfiskeret af englænderne, men senere opsporet igen, kom til at udgøre en vigtig del af ikke blot den danske mineralsamling i det senere Geologisk Museum, men også hos universiteterne i Wien og Göttingen.
I årene 1848-51 beskrev den holstenske geograf og geolog Hinrich Rink indlandsisen i et stort område i Vestgrønland. Hans arbejde, hvor han lancerede ordet ’indlandsis’, skulle i de følgende årtier få afgørende betydning for udbredelsen af isteorien, forestillingen om, at Nordeuropa tidligere havde været dækket af gletsjere.
Op gennem 1800-tallet fik man kendskab til grønlandske forekomster af kul, som lejlighedsvist blev udvundet, på østkysten især af nordmænd, som brugte kullene på deres hvalfangerskibe. Ved Ivittuut i det sydvestlige Grønland udvandt man fra midten af 1800-tallet og frem til 1987 det økonomisk vigtige mineral kryolit, som bl.a. anvendes ved fremstilling af aluminium. Kryolitforekomsten viste sig at være del af den specielle Gardar-intrusion i området nord for Qaqortoq (Julianehåb), som i begyndelsen af 1900-tallet undersøgtes af N.V. Ussing. Det var C.E. Wegmann, som i 1930-erne i forbindelse med fortsatte undersøgelser af området indførte betegnelserne Gardar (opkaldt efter nordboernes bispesæde) og Ketiliderne (opkaldt efter den gamle nordbobetegnelse Ketils Fjord, nu Tasermiut Fjord).:28 
En systematisk geologisk kortlægning af Grønland blev påbegyndt under Første Verdenskrig, da den danske geolog Lauge Koch deltog i Knud Rasmussens 2. Thule-ekspedition til Nordgrønland. Koch fortsatte helt til 1958 med at gennemføre kortlægningsekspeditioner til Nord- og Østgrønland, bl.a. den stort anlagte, statsstøttede Treårsekspedition til Østgrønland 1931-1934, som foregik samtidig med Konflikten om Østgrønland mellem Danmark og Norge. Koch sammenstillede en første samlet oversigt over Nordgrønlands geologi, og han udarbejdede en række geologiske kort over området mellem 70° N og 82° N, dvs. mellem Scoresbysund i syd og Kronprins Christian Land i nord.:4-5  Koch udgav i 1935 et stort værk om Grønlands geologi. Han var dog i mellemtiden, delvist pga. sin kantede personlighed, raget uklar med den etablerede del af dansk geologisk forskning, og da bogen blev mødt med hård kritik, anlagde Koch en injuriesag, som dog kun delvist gav ham medhold. Retssagen, som fik en del presseomtale, førte til et brud mellem Koch og danske geologer fra Københavns Universitet og Mineralogisk Museum. Koch fortsatte gennem de næste mange år sit arbejde i Østgrønland, men stort set udelukkende med assistance fra udenlandske geologer, hovedsageligt fra Schweiz, Storbritannien og Sverige.:36 
Efter Anden Verdenskrig oprettedes den danske statsinstitution Grønlands geologiske Undersøgelse, som lige siden har arbejdet med en systematisk geologisk kortlægning af Grønland. De første år arbejdede man på vestkysten samtidig med, at Koch arbejdede videre på østkysten, men fra 1965 blev også Nordgrønland og fra 1967 Østgrønland omfattet af kortlægningsarbejdet.:4-5  I begyndelsen af 2000-erne afsluttede man en oversigtskortlægning i målestok 1:500.000 af hele det grønlandske landområde, mens detailkortlægningen i 1:100.000 stadig kun omfatter godt en femtedel af området.:2 
I 1952 opdagede den danske geofysiker og klimatolog Willi Dansgaard, at man ved at måle forholdet mellem iltisotoperne 16O og 18O i ismolekyler fra indlandsisen kunne bestemme temperaturen af den sne som i sin tid faldt. Ud fra iskerneboringer gennem indlandsisen har det været muligt at opstille en detaljeret temperaturkurve for Grønland gennem de seneste 250.000 år.:191 

## Geologisk tidsskala
På denne tidsskala viser øverste linje hele jordens historie (4,6 mia. år), midterste linje Phanerozoikum (de seneste 542 mio. år) og nederste linje Kænozoikum (de seneste 65 mio. år). De eneste perioder hvorfra der ikke findes spor efter geologiske begivenheder i Grønland er Hadal, Palæo-Arkæikum og de ældre dele af Palæo-Proterozoikum og Meso-Proterozoikum.:12-15  På nederste linje længst til højre står Kv for Kvartær og Pl for Pleistocæn, mens stregen over 0-et markerer grænsen til Holocæn.

## Det prækambriske skjold
Hovedparten af Grønland består af et komplekst sammensat prækambrisk grundfjeldsskjold med gnejser, granitter og metamorfe skifre. Disse magmatiske og metamorfe bjergarter er dannet 10-40 km nede i jordskorpen ved 400-700 °C, men er senere hævet op til jordoverfladen. Grundfjeldsskjoldet er gradvis opbygget gennem en række bjergkædedannelser, og skjoldet kan derfor inddeles i fire store strukturelle provinser: En gammel blok af arkæisk grundfjeld tværs henover Sydgrønland flankeres mod nord af den sen-arkæiske og tidlig proterozoiske nagssugtoqidiske provins og mod syd af den ketilidiske provins. Nord for den nagssugtoqidiske provins følger den herfra meget afvigende tidlig-proterozoiske rinkiske provins. I midten af Proterozoikum blev der i den lille Gardar-provins ved Narsaq i Sydgrønland aflejret sedimenter og dannet intrusioner af vulkanske bjergarter. I de sidste ca. 1,75 mia. år har grundfjeldsskjoldet været stabilt og er kun blevet påvirket af yngre dannelser og jordskorpebevægelser i sine randområder.

### Arkæiske blok
Dette kompleks, der strækker sig fra Søndre Strømfjord til Ivittuut på vestkysten og mellem Ikeq og Kangeq på østkysten, er forblevet upåvirket af store metamorfe, tektoniske eller magmatiske begivenheder i de sidste 2,5 mia. år. Lignende komplekser findes i det nordvestlige Skotland og Labrador i Canada. Den arkæiske blok i Grønland er den største og bedst eksponerede del af det nordatlantiske arkæiske skjold. Forekomsten af isolerede rester af lignende arkæiske bjergarter inden for de yngre provinser mod nord og syd tyder på, at den arkæiske blok oprindeligt har været meget større, men at store dele af blokken er omdannet i forbindelse med yngre tektoniske og metamorfe begivenheder.
Størstedelen af den arkæiske blok består af gnejser rige på kvarts og feldspat. Gnejserne er hovedsageligt dannet ud fra ældre magmatiske bjergarter, samt ud fra mindre mængder vulkanske og sedimentære bjergarter, og de viser ofte imponerende strukturer, bl.a. anorthosit-komplekset ved Fiskenæsset, en oprindeligt vandretliggende lagdelt intrusion som er foldet ad tre gange.:39  Mineralsammensætningen svarer oftest til amfibolit- eller granulit-facies, dvs. mellem- til høj-metamorfe omdannelsesgrader. Gnejsernes udbredte lagdeling skyldes formentlig dels magmaintrusioner og dels sammenfoldning af forskellige slags udgangsbjergarter.
Alderen for dette kompleks er bestemt til mellem 3,87 og 2,60 mia. år, idet det dog for mellem 2,7 og 2,0 mia. år siden blev gennemskåret af flere sværme af basaltgange, specielt der hvor den arkæiske blok grænser op mod nabo-områderne. Alderen på 3,87 mia. år er bestemt på omdannede sedimenter og lavaer, der i Isukasia-området nordøst for Godthåbsfjorden forekommer som indeslutninger i lidt yngre gnejser. Disse bjergarter er verdens ældst bevarede, og de viser, at der allerede på et tidligt tidspunkt af Jordens udvikling fandtes hav og kontinenter.:12-15 

### Nagssuqtoqidiske foldebælte
Dette foldebælte består mest af omdannede, ældre arkæiske gnejser, som nu ligger som et ca. 300 km bredt bælte tværs henover det sydlige Grønland, på vestkysten fra Søndre Strømfjord i syd og til nord for Disko-bugten (hvor det gradvist går over i den rinkiske provins), og på østkysten fra Umiivik i syd, forbi Tasiilaq til Prinsen af Wales Bjerge i nord. Foldebæltet er opkaldt efter Nagssugtoq (Nordre Strømfjord), og det kan i Vestgrønland opdeles i en sydlig, central og nordlig del, med hver sin opbygning og struktur. Den centrale del, omtrent fra Sisimiut i syd og 100 km mod nord, viser intenst deformerede arkæiske bjergarter sammenfoldede med yngre tidlig proterozoiske sedimenter og granitiske intrusioner. Sammenfoldningen skete, da to kontinenter for mellem 1,9 og 1,75 mia. år siden kolliderede og dannede en ny bjergkæde op ad den arkæiske blok.:42-45 
Den sydlige ca. 40 km brede del mellem Sisimiut og Sdr. Strømfjord er en overgangszone bestående af arkæiske bjergarter, som i retning mod nord viser stadigt flere tegn på deformationer og forandringer, som følge af bjergkædefoldningen i den centrale zone. Overgangszonen er således gennemsat af en sværm af intrusive basiske gange, Kangamiut-gangene, dannet i den indledende del af bjergkædefoldningen for ca. 2,09 mia. år siden. Længst mod syd, på grænsen til den arkæiske blok, skærer gangene retlinet gennem de ældre bjergarter og er fyldt med uomdannede, gabbro-lignende bjergarter, som stammer fra indtrængende magma, der er størknet. Jo længere nordpå man kommer i overgangszonen, jo mere har bjergkædefoldningen omdannet gangene: materialet ændrer sig gradvist til det metamorfe amfibolit, og gangene bliver efterhånden afbøjede og brudt i stykker, for længst mod nord at være svære at genkende som gange, fordi de her ligger som linseformede indeslutninger i gnejserne, såkaldt boudinage-struktur.:42-45 

### Rinkiske provins
Denne provins dækker hele den nordlige del af den grønlandske vestkyst, fra Illulisat (Jacobshavn) i Disko-bugten i syd til Qaanaaq (Thule) i nord. Bjergarterne her er dannet på lidt lignende måde og nogenlunde samtidigt med det nagssugtoqidiske bælte mod syd: et arkæisk underlag af grundfjeld blev først dækket af en tyk sediment-serie af nedbrudsprodukter fra en ældre bjergkædefoldning. Dernæst blev både underlaget og sedimenterne ovenpå foldet op i en ny bjergkædedannelse med store, spektakulære foldestrukturer som bl.a. ses i Karrat Isfjord nord for Uummannaq,:46-49  strukturer som ikke kendes i samme grad fra nagssugtoqiderne mod syd.
Det arkæiske grundfjelds sammensætning er mange steder ret upåvirket af bjergkædedannelsen. Den 8,5 km tykke sedimentserie (Karrat Gruppe) er derimod blevet udsat for omfattende metamorfose. Herved blev de oprindelige lag af nederst kalksten, herover sandsten og øverst turbiditter bestående af vekslende ler- og sandlag omdannet til hhv marmor, kvartsit og glimmerskifer. Karakteristisk for denne provins er også en række store granit-intrusioner i dens centrale del.:46-49 

### Ketilidiske foldebælte
Den arkæiske blok udgjorde for knap 2 mia. år siden et kontinent, som mod syd grænsede op til et ocean. Pladetektonisk var situationen den, at den tynde havbundsplade under oceanet bevægede sig hen mod og ned under kontinentet. Herved smeltede oceanbundspladen, og en del af den herved dannede magma steg op mod overfladen og dannede en øbue af vulkaner, i stil med forholdene i vore dages Japan og Filippinerne, mens andre dele af magmaet størknede et stykke under overfladen. I dag ses dette som et op til 150 km bredt bælte af granitintrusioner, den såkaldte Julianehåb batholit. Efter at området senere blev hævet, blev graniterne ved forvitring nedbrudt og med floder ført ud mod oceanet. Omkring den daværende kystlinje aflejredes der i et 30-40 km bredt bælte sandsten, mens der ude til havs, svarende til området omkring Grønlands nuværende sydspids, blev aflejret finkornet materiale. Hele området blev herefter udsat for en kraftig bjergkædefoldning, hvorved sedimentlagene blev metamorft omdannede, så det finkornede lag længst mod syd blev til skifer. Lidt senere steg magmalegemer op gennem de metamorft omdannede sedimenter og størknede i form af et antal intrusioner af rapakivi-granit.:50-53 
Når magmaet i en intrusion som Julianehåb-batholitten størkner, udsendes store mængder varme til de omgivende bjergarter, og det porevand som sidder i sprækker i bjergarterne kan herved varmes op til flere hundrede grader Celsius. Det varme, salte porevand opløser nemt de mineraler det strømmer igennem, for så senere at udfælde mineralerne i sprækker eller årer, der hvor temperaturen er blevet lavere. Ketilidernes vulkanske bjergarter indeholder små mængder guld, som på denne måde er blevet opløst af gennemstrømmende porevand og udfældet sammen med kvarts i såkaldte hydrotermale årer, hvor det i dag findes som guldforekomster, bl.a. i Nalunaq-guldminen.:50-53 

### Gardar-provinsen
I Mellem Proterozoikum, omkring en halv mia år efter ketiliderne var dannet, blev området udsat for en strækning eller tension, hvorved det blev gennemskåret af en riftzone, som kan følges til det østlige Canada. Riftzonen var gennemsat af forkastninger, og der hvor forkastningsblokke sank ned, dannedes der sedimentære bassiner og lava-lagserier. Senere blev området gennemskåret af en sværm af basiske gange, før der til sidst steg store magmalegemer op og dannede en række intrusioner.:56-59 
Når magmaet i en sådan intrusion langsomt størkner, hvilket godt kan vare flere hundrede tusinde år, vil mineralerne med højest smeltepunkt, typisk olivin, størkne først og synke til bunds. Med faldende temperatur følger herefter mineraler med lavere og lavere smeltepunkt, typisk pyroxen, amfibol og plagioklas. Herved opbygges der nedefra i intrusionen ganske langsomt en lagdeling, mens restmagmaet foroven gradvist ændrer sammensætning over mod et større indhold af silicium og aluminium, foruden sjældne grundstoffer som fx zirkon, fluor, REM, platin og guld.

#### Sjældne mineraler
Flere af Gardar-provinsens mange lagdelte intrusioner indeholder i deres øverste dele sjældne mineraler. Mest kendt er Ivittut-intrusionen med den store kryolitforekomst, samt Ilímaussaq-intrusionen ved Narsaq, hvorfra der er beskrevet mere end 225 forskellige mineraler, heraf 30 nyfundne som er beskrevet her for første gang. Et af dem er tugtupit, som blev opdaget i 1957. Navnet hentyder til en sagnhistorie om pigen Tuttu, og mineralet betragtes i dag som Grønlands nationale smykkesten.:56-59  Ved Ilímaussaq gøres der til stadighed nye fund af mineraler.
- Lys kryolit sammen med rustfarvet siderit (Ivittut)
- Gullig catapleiite sammen med sort ægirin (Ilímaussaq)
- Violet ussingit allernederst, ellers hvidlig sodalit (Ilímaussaq)
- Steenstrupin med Ce? (Ilímaussaq)
- Tugtupit med småbitte rødlige krystaller (Ilímaussaq)
- 14 cm langt stykke af hydrotermal kvarts med guld (Nalunaq)

## Ældre sedimentbassiner
Efter at det grønlandske grundfjeldsskjold var færdigdannet for ca. 1,6 mia år siden lå det i lang tid som et landområde uden synderlig geologisk aktivitet, med undtagelse af en række store sedimentbassiner som blev anlagt langs grundfjeldsskjoldets rand. Nedbrudsprodukter fra grundfjeldet er med floder ført ned i lavlandet og ud mod havet og aflejret. Aflejringerne har tynget jordskorpen ned, så der i disse områder er udviklet store sedimentbassiner, som er blevet fyldt op med km-tykke lag, idet bassinerne er fortsat gennem lang tid med at synke ind, så der blev plads til endnu mere sediment.:68 
Trods den høje alder er en stor del af bassinsedimenterne upåvirkede af de senere grønlandske bjergkædefoldninger, dog er de østgrønlandske bassiner mange steder påvirket af den kalodoniske foldning.

### Independence Fjord Gruppe (ca. 1,75 - 1,2 mia år)
Dette ca. 80.000 km2 store bassin i det nordøstligste Grønland domineres af sandsten i mere end 2 km tykkelse. Efter at bassinet var fyldt op, brød magma frem til jordoverfladen i bassinets østlige del og aflejrede en serie på over 50 lavabænke, Zig Zag Basalt Formation. Der har været tale om voldsom vulkanisme, for enkelte lavabænke er over 100 m tykke, så at de tilsvarende udbrud har omfattet mange hundrede km3 magma.:70-72 

### Thule Supergruppe (1,27 - 0,65 mia år)
Dette bassin strækker sig fra Thule-området i det nordvestlige Grønland og Nares-strædet til Ellesmere Ø i Canada. I Grønland kendes herfra en 6-8 km tyk serie præget af sandsten og skifre, med indslag af kalksten og lavabænke, foruden saltaflejringer. Sedimenterne er overvejende aflejret på land, men saltlagene viser at havet af og til har oversvømmet området. Der findes spor af liv i form af stromatoliter, en primitiv livsform der kan beskrives som sedimentdækkede algemåtter, foruden sporfossiler, dvs aftryk efter dyrs bevægelser hen over og gennem sedimentet.:72-73 

### Krummedal-sedimenter (ca. 1 mia år)
På en ca. 700 km lang strækning af Grønlands østkyst mellem Bessel Fjord i nord og Milne Land i syd finder man i en række isolerede områder en sedimentlagserie, som man mener efter aflejring er blevet flyttet bort fra sit oprindelige bassin længere mod øst under den kaledoniske bjergkædefoldning (som omtales nedenfor). Dette fordi sedimenterne indeholder zirkon-mineraler af en type som ikke kendes fra det grønlandske grundfjeld, men antages at stamme fra skandinavisk eller nordamerikansk grundfjeld, dannet ved opfoldningen af den såkaldte Grenville-bjergkæde, som løb hen over Nordamerika og op langs Grønlands østkyst. Krummedal-sedimenterne er en op til 8 km tyk lagserie af ler, sand og lidt kalksten, som er dannet ved nedbrydning af Grenville-bjergkæden. I forbindelse med den kaledoniske bjergkædefoldning er Krummedal-sedimenterne flyttet måske flere hundrede km til deres nuværende placering, idet de som såkaldte overskydningsdækker er blevet skubbet mod vest hen over de underliggende bjergarter.:74-76 

### Fjordzone-bassinerne (ca. 900 - 400 mio år)
I nogenlunde samme område som de spredte rester af Krummedal-sedimenterne findes mere udbredte aflejringer fra et yngre bassin, hvis aflejringer også er flyttet mod vest under den kaledoniske foldning. Det ca. 500 km lange bassin har rummet en meget omfattende lagserie på ca. 20 km tykkelse, som deles i tre, nemlig nederst Eleonora Bay Supergruppe, herover Tillit Gruppe og øverst Kong Oscar Fjord Gruppe.:76-77 

#### Eleonora Bay Supergruppe (ca. 900 - 600 mio år)
Denne 14 km tykke lagserie består for det meste af vekslende lag af sand- og lersten, som kun nederst er omdannet som følge af bjergkædefoldning. Den øverste del af gruppen viser lag af kalksten og dolomit, som man kan se er dannet under tropiske klimaforhold.:77-79 

#### Tillit Gruppe (ca. 600 - 542 mio år)
Grønland har ikke altid ligget tæt på Nordpolen. Pga pladetektonik har den nordamerikanske Laurentia-plade som Grønland tilhører, tidligere ligget på meget sydligere breddegrader. Da Fjordzone-bassinerne på overgangen mellem Prækambrium og Phanerozoikum blev dannet, lå Grønland på den sydlige halvkugle tæt på ækvator og grænsede mod øst op til Iapetus-oceanet. Lagene i både den øvre del af Eleonora Bay Supergruppe og Kong Oscar Fjord Gruppe er således dannet i varmt klima. Det er derfor bemærkelsesværdigt, at den mellemliggende Tillit Gruppes 700-800 m tykke lagserie indeholder spor efter flere istider, i form af hærdnede moræneaflejringer, kaldet tilliter. Istider fra dette tidsrum kendes også fra andre kontinenter, som vel at mærke alle lå omkring ækvator. Så store temperatursvingninger på så kort tid er svære at forklare efter gængse teorier, og mener forklaringen skal søges i, at kontinenternes placering ved ækvator medførte øget nedbør. Dette sænkede atmosfærens indhold af CO2, hvilket frembragte den kortvarige afkøling, hvorunder Jordens gennemsnitstemperatur måske har svinget med op til 50 °C på under 5 mio år.:79-80 

#### Kong Oscar Fjord Gruppe (542 - 460 mio år)
Den øverste del af Tillit Gruppens sedimenter er dannet under varme klimaforhold, som også præger denne efterfølgende gruppes sedimenter. De omfatter en op til 4 km tyk serie, som mest består af kalksten og dolomit, afsat under rolige forhold på lavt vand, på kanten af Iapetus- oceanet. Lagene viser tegn på et dyreliv, som op gennem serien bliver mere og mere artsrigt, med mange arter af bla trilobiter, armfødder (brachiopoder), snegle, koraller, mosdyr (bryozoer) og muslinger.:81 

### Hekla Sund og Hagen Fjord bassinerne (ca. 800 - 542 mio år)
I Sen Proterozoikum opstod der i det nordøstligste Grønland et todelt sedimentbassin, på grænsen mellem et kontinent i vest og et ocean i øst. Hekla Sund bassinet mod øst blev anlagt i en nyopstået halvgraben, en gravsænkning som kun blev nedforkastet i den ene side. Det opståede hul blev fyldt med op mod 10 km tykke lag af sediment fra kontinentet mod vest (Rivieradal Gruppe). Senere begyndte også områder længere mod vest at synke ind, og her aflejredes Hagen Fjord Gruppen, en 1 km tyk lagserie, som begynder med flodaflejrede sandsten, der opad går over i tidevandsaflejringer for at slutte med havaflejrede kalksten. Selvom havet altså bredte sig ind over området, har det senere trukket sig tilbage igen, for kalkstenen er visse steder præget af karstdannelse, hvor nedsivende regnvand har opløst kalken og lavet drypstenshuler.:82-83 

### Franklin-bassinet (ca. 550 - 410 mio år)
Dette er Grønlands, og måske et af verdens største sedimentbassiner, idet det strækker sig 900 km langs Grønlands nordkyst og fortsætter 1.000 km ind i det nordligste Canada. Bassinet blev dannet på grænsen mellem et kontinent i syd og et ocean i nord, og det består i Grønland af en kystnær sydlig del med ca. 4 km tykke lag domineret af kalksten, som er adskilt fra en op til 8 km tyk ler- og siltpræget dybhavsdel mod nord af en stejl undersøisk skråning, eller escarpment. Selve skråningen kan stadig i dag ses mange steder i området, bl.a. i Naravana Fjord. Bassinudviklingen er ganske kompleks, idet havniveauet ændrede sig flere gange samtidig med, at den undersøiske skråning gradvist blev højere og højere. Bassinets yngre del er desuden påvirket af den kaledoniske bjergkædefoldning som foregik længere mod sydøst. Herved blev kolossale sedimentmænger, omkring 2 mio km3, på kort tid ført ud i bassinet.
Som det er tilfældet i Fjordzone-bassinerne i Østgrønland er der også lige neden under Franklin-bassinets sedimenter spor efter istider, der, som det er tilfældet med Kong Oscar Fjord Gruppen, er dækket af Franklin-bassinets varmtvandsaflejringer. Altså ses også her dette meget bratte skift i klima.
Franklin-bassinets aflejringer omfatter perioderne Kambrium, Ordovicium og Silur, samt den tidligste del af Devon, og der er her gode muligheder for at studere dyrelivets rivende udvikling gennem dette tidsrum. Fra de kystnære kalkstenslag kendes en rig fauna af bundlevende dyr som trilobiter, snegle, muslinger, koraller og brachiopoder, mens der fra dybhavsdelen kendes fritsvævende dyr, bl.a. graptoliter.:83-89  I Sirius-passet i Peary Land fandt man i 1980-erne fossiler af nogle meget sjældne bløddyr uden kalkskaller, dateret til 518 mio år.

## Palæozoiske bjergkæder
Grønlands to yngste bjergkæder er det kaledoniske foldebælte langs nordøstkysten og det ellesmeriske foldebælte langs nordkysten. De to bjergkæder er udviklet meget forskelligt: hvor kaledoniderne er et meget komplekst opbygget resultat af to kontinenters voldsomme kollision, er det ellesmeriske bælte meget simplere opbygget.:92 

### Kaledoniske bjergkæde (465 - 400 mio år)
På den tid hvor Fjordzone-bassinerne blev dannet, adskilte Iapetus-oceanet Laurentia- og Baltica-kontinenterne. Dyrelivet havde udviklet sig forskelligt langs kysterne på den amerikanske, hhv europæiske side af oceanet, som vist på figuren til højre med blå hhv grønne udgaver af trilobiter og graptoliter. Den kaledoniske bjergkæde opstod, da de to kontinenter stødte sammen, hvorved Iapetus-oceanet forsvandt. Herved kom fossiler af de forskelligt udviklede arter til at ligge side om side, på hver side af den røde streg, som markerer placeringen af det forsvundne ocean.
Den kaledoniske bjergkæde blev dannet på overgangen mellem Silur og Devon, hvilket var længe inden Atlanterhavet blev skabt. Efter bjergkæden var dannet lå Grønland og Norge tæt på hinanden, og spor efter bjergkædefoldningen kan i dag ses i begge disse lande, foruden i Skotland og Irland og på Svalbard (se figur, fra Bornholms geologi). De to kontinenter stødte sammen i området hvor tidligere de meget tykke Fjordzone-bassiner var dannet. Sammenstødet bevirkede, at de tykke bassinaflejringer sammen med det underliggende grundfjeld blev presset sammen, foldet, løftet op og skubbet indtil flere hundrede km mod vest, i form af tre store såkaldte overskydningsdækker, som i dag ligger hen over prækambrisk grundfjeld, hele vejen fra Kronprins Christian Land på 82 °N og ned til Scoresby Sund på 70 °N, en strækning på ca. 1.300 km.:96-103 
De to nedre overskydningsdækker, nederst Niggi Spids og herover Hagar Bjerg, indeholder skifre og gnejser fra tre gamle prækambriske bjergkædefoldninger, hvis spor i dag kun kendes fra disse dybe dele af den kaledoniske foldekæde. De grønlandske kaledonider viser altså spor efter i alt fire separate bjergkædedannelser. Det laurentiske kontinents randzone i Nordøstgrønland har åbenbart gennem mange hundrede mio år udgjort en svaghedszone, hvor kontinentet flere gange er brudt op og er blevet samlet igen i forbindelse med gentagne pladetektoniske bjergkædedannelser. Svaghedszonen har overlevet den kaledoniske bjergkædedannelse, for lang tid efter, i Palæogen for ca. 60 mio år siden, revnede hele bjergkæden på langs, og de gamle Laurentia- og Baltica-kontinenter begyndte igen at bevæge sig bort fra hinanden, hvorved Nordatlanten opstod.
Kaledonidernes øvre overskydningsdække, kaldet Franz Joseph, består hovedsageligt af aflejringer fra Fjordzone-bassinerne, med grupperne Eleonora Bay, Tillit og Kong Oscar Fjord.
Ved opfoldningen af kaledoniderne blev bjergarterne i kollisionszonen mellem kontinenterne presset sammen og trykket ned i dybet, hvor de blev udsat for høj temperatur og tryk. Herved smeltede en del af dem op og blev til granit-intrusioner, mens andre dele blev udsat for mellem til høje grader af metamorfose. Kaledonidernes bjergarter viser hele spektret af metamorfosegrader (se figur), lige fra de uomdannede der hele tiden har befundet sig højt oppe i jordskorpen til eklogit-facies bjergarter, som har været helt nede på omkring 100 km dybde. Overordnet set er kaledoniderne opdelt i en vestlig randzone, hvor overskydningsdækkernes bjergarter viser ingen eller ringe grad af memamorfose og et østligt indre bælte præget af mellem- til højmetamorfe bjergarter.
Da sammenpresningen af de to kontinenter efterhånden gik i stå, fordi de bremsede hinandens bevægelse, indtraf en fase hvor de sammenkrøllede og nedpressede bjergarter i kollisionszonen begyndte at hæve sig for at udligne den isostatiske uligevægt som nedpresningen havde bevirket. Det store tryk der var opbygget, blev samtidigt aflastet ved, at de to kontinenter ved såkaldt ekstension bevægede sig lidt bort fra hinanden. Herved gennemsattes de nydannede bjerge af nogle store normalforkastninger samtidig med, at bjergarterne begyndte at blive nedbrudt ved forvitring. Nedbrudsprodukterne blev ført ud i nydannede sedimentbassiner langs med bjergkæden. Når man i dag på den grønlandske landoverflade kan se eklogit-facies bjergarter som er dannet på 100 km dybde betyder det altså, at der her efterfølgende ved hævning og erosion er fjernet en lagserie på 100 km tykkelse.:96-103 
| Begivenhed (de ældste nederst) | Alder (mio år)  | Nuværende udstrækning |
| --- | --------------- | --------------------- |
| Bjergkædens kollaps, dens hævning og begyndende nedbrydning. Dannelse af de devone kontinentale bassiner                                            | 400 - 355       |                       |
| Kontinentkollision og bjergkædedannelse med foldning, bjergartsomdannelse,granitintrusion og overskydninger                                         | 465 - 400       |                       |
| Iapetus-oceanets åbning og lukning med dannelse af sedimentbassiner langs randen af kontinentet mod vest (Tillit Gruppe og Kong Oscar Fjord Gruppe) | ca. 600 - 420   |                       |
| Sen-proterozoiske sedimentbassiner i den østlige randzone af Laurentia-kontinentet (Eleonora Bay Supergruppe)                                       | ca. 900 - 600   |                       |
| Aflejring af Krummedal-sedimenterne, samt senere omdannelse og dannelse af granitintrusioner                                                        | ca. 1100 - 920  | 70 - 76°N             |
| Udvikling af det store område med Zig Zag Dal plateaubasalter i det østlige Nordgrønland                                                            | ca. 1380        |                       |
| Dannelse af stort sedimentbassin, hvoraf dele senere indgik i kaledoniderne (Independence Fjord Gruppe)                                             | ca. 1750 - 1650 |                       |
| Udvikling af tidlig proterozoisk bjergkæde med tilført nydannet skorpemateriale.                                                                    | ca. 2000 - 1750 | 73 - 82°N             |
| Arkæisk bjergkædedannelse, hvorfra metamorfe skifre og gnejser indgår i kaledoniderne                                                               | ca. 3000 - 2700 | 70 - 73°N             |

### Ellesmeriske bjergkæde (365 - 345 mio. år)
Efter at det kæmpemæssige nordgrønlandske Franklin-bassin var dannet i løbet af Tidlig Palæozoikum stødte de to kontinenter på hver sin side af bassinet sammen på overgangen mellem Devon og Karbon. Den ellesmeriske bjergkæde som herved blev presset op, strækker sig fra det nordlige Grønland ind gennem store dele af arktisk Canada frem til Melville Ø, hvor den kaldes den innuitiske bjergkæde. I Grønland er den ellesmeriske bjergkæde ikke nær så komplekst opbygget som den lidt tidligere kaledoniske. Den består udelukkende af sedimenter fra Franklin-bassinet, som er foldet sammen og udsat for lave til middel grader af metamorfose. Der indgår ikke underliggende grundfjeld i bjergkædedannelsen, som heller ikke har ført til dannelse af granit-intrusioner. Dette skyldes sandsynligvis, at denne bjergkædes centrale dele senere er forsvundet, så at den grønlandske del af foldebæltet i dag kun udgør bjergkædens randzone.
Bjergkæden kan spores i en op til 100 km bred bræmme langs Grønlands nordkyst, som kan inddeles i tre nogenlunde kystparallelle bånd, der viser stigende foldningsintensitet fra syd mod nord. Den sydlige zone er præget af mindre overskydninger og simple, åbne folder, som hælder mod syd. I mellemzonen er folderne mere stejltstillede og hælder både mod nord og syd, mens de i den nordlige mest deformerede zone er ganske tætte og alle hælder mod nord. I den sydlige zone er de opfoldede sedimenter upåvirkede af metamorfose, mens de i den nordlige zone er helt omkrystalliserede i amfibolit-facies.:104-107 

## Yngre sedimentbassiner
I forbindelse med, at Laurasia- og Baltica-kontinenterne stødte sammen og dannede den kaledoniske bjergkæde, blev alle verdens kontinenter i løbet af Karbon samlet i superkontinentet Pangæa. Gennem de følgende knap 300 mio. år var der ingen pladetektonisk aktivitet i området omkring Grønland, og geologien domineres i denne stabile periode af dannelsen af en række sedimentbassiner, hovedsageligt langs østranden af det grønlandske grundfjeldsskjold. Til at begynde med lå Grønland omkring ækvator, men da Pangæa langsomt drev mod nord, krydsede Grønland i den følgende tid gennem forskellige klimaområder for at ende på sin nuværende placering tæt på Nordpolen. Det lange ophold i varme klimaområder gør, at de yngre sedimentbassiners aflejringer indeholder mange spor efter et righoldigt dyreliv. De rolige tektoniske forhold har desuden bevirket, at aflejringernes dannelsesmåde er nem at udrede, fordi de sedimentære strukturer stadig er intakte.:110-112 

### Devonbassinet i Nordøstgrønland
En tid efter at den kaledoniske bjergkæde var dannet blev området gennemsat af normalforkastninger, og nogle af de store forkastningsblokke sænkede sig, mens andre blev hævet op. I et lavtliggende landområde omgivet af bjerge anlagdes et stort sedimentbassin, på den nuværende centrale del af Grønlands østkyst. Store mængder grusede og sandede nedbrudsprodukter fra bjergene fyldte i løbet af Mellem og Sen Devon bassinet med en over 8 km tyk lagserie næsten kun bestående af ferskvandsaflejringer. Op gennem serien aftager kornstørrelsen generelt, fra tykke konglomeratiske lag i bunden over grusede sandsten i midten til de øvre dele, som er domineret af siltsten. Klimaet var på den tid varmt og til tider ørkenagtigt, og det meste af serien har derfor en rødlig farve. På engelsk betegnes disse bjergarter som Old Red Sandstone (gammel rød sandsten), og bassiner med lignende aflejringer fra samme tid kendes bl.a. fra Skotland, England og det østlige USA. I det grønlandske bassin har man fundet en enestående og righoldig fauna af især fisk, hvoraf nogle er såkaldte firbenede fisk, dvs. overgangsformer mellem fisk og padder.:114-117 

### Wandel Hav Bassinet
I det nordøstligste Grønland mødes den N-S gående kaledoniske foldekæde med den Ø-V gående ellesmeriske. Der hvor nu Wandel-havet ligger, dannedes i løbet af Karbon et stort indsynkningsområde i forbindelse med, at jordskorpen nord for Grønland begyndte at sprække op og blive strakt ud, samtidig med at Polarhavet mellem Canada og Sibirien begyndte at åbne sig omkring en spredningszone. I Grønland kendes godt 6 km aflejringer fra dette bassin, mest i form af kalksten og sandsten, fra et forholdsvis lille område i Kronprins Christian Land og Peary Land. Bassinet var dog oprindeligt meget større, idet det også omfatter et stort område i det nordlige Canada (Sverdrup Bassin), foruden et endnu større område mellem Svalbard og Novaja Zemlja nord for Rusland (Barents Platform). På den tid lå Svalbard lige nord for Grønland, men pga. havbundsspredningen i Polarhavet og store sideværts forkastninger har Svalbard siden da bevæget sig omkring 600 km mod sydøst, sådan at Wandel Hav bassinets aflejringer nu ligger i tre isolerede områder. Med undtagelse af et hul i Sen Trias og Jura indeholder bassinet en ubrudt lagserie fra Tidlig Karbon til begyndelsen af Palæocæn, et tidsrum på næsten 300 mio. år.:118-121 

### Østgrønlandske riftbassiner
Den tektoniske aktivitet, som førte til dannelsen af Wandel Hav Bassinet, havde også udløbere mod syd, med opsprækning og riftdannelse. Herved begyndte Laurentia- og Baltica-kontinenterne, der var stødt sammen i løbet af Silur, så småt at glide bort fra hinanden, og et smalt hav forbandt efterhånden Polarhavet mod nord med Tethys-havet mellem Afrika og Europa. I dette smalle hav udvikledes i Karbon en række bassiner, hvori er aflejret omkring 7 km tykke lag, overvejende af sandsten med indslag af kalksten og lersten. Lagene kan især ses i et område fra Jameson Land og mod nord, og de viser en næsten ubrudt lagserie fra Tidlig Karbon til Tidlig Kridt, et tidsrum på knap 250 mio år. I modsætning til Wandel Hav Bassinet er der på Jameson Land en komplet lagserie fra Jura, som har haft stor betydning inden for biostratigrafien. Det er således vha ammoniter lykkedes at opstille en meget detaljeret opdeling af den 55 mio. år lange Jura-periode, så at man ud fra disse fossiler kan datere lagene med en nøjagtighed på mindre end 1 mio. år.:122-127 

### Nuussuaq-bassinet i Vestgrønland
Helt fra prækambrisk tid og frem til begyndelsen af Kridt-perioden havde Vestgrønland tektonisk set været fast sammenvokset med det østlige Canada, og herfra kendes derfor ingen aflejringer, fordi området i hele dette lange tidsrum var landområde. Riftdannelsen mellem Laurentia- og Baltica-kontinenterne spredte sig imidlertid i Tidlig Kridt til Davis-strædet. Her opstod en strækningszone, og et sedimentbassin blev anlagt. Bassinet har navn efter Nuussuaq-halvøen nord for Disko-bugten, men det strækker sig langt mod vest og nord ud i Davis-strædet og indeholder en over 8 km tyk lagserie. Klimaet var varmt og vegetationen frodig, og mod øst og syd findes flod- og delta-aflejringer med kulførende lag. Mod nord og vest afløses disse lag af havaflejrede lersten og turbiditter. Det er kun de øverste 3-4 km af lagserien som er blottet på land, mens de nedre dele kun kendes fra boringer til havs. Fra blotningerne på land kendes en meget rig flora og fauna, bl.a. indeholdende verdens største musling.:128-131 

### Kangerlussuaq-bassinet i Sydøstgrønland
Hele det sydøstlige Grønland, fra Scoresbysund i nord til Kap Farvel i syd, består af grundfjeld. Eneste undtagelse er et lille område omkring Kangerlussuaq-fjorden, hvor der findes et sedimentbassin med aflejringer fra Kridt og Palæogen. I løbet af Kridt steg vandstanden i verdenshavene ret markant, og den 600-700 m tykke lagserie indledes derfor med grovkornede, flodaflejrede sandsten, som snart afløses af finkornede havaflejrede mudder- og lersten med sandede indslag. Man mener at disse sandlag er dannet af turbidit-strømme: løse lag af nyaflejret sediment øverst på kontinentalskrænten lige uden for den lavvandede kontinentalsokkel er sat i pludselig bevægelse, fx af et jordskælv, og har som en undersøisk slamstrøm bevæget sig som en lavine af mudder og sand ned ad kontinentalskrænten og et stykke ud på dybhavets bund, før det er faldet til ro; på denne måde er sand blevet ført langt ud i dybhavet.
I begyndelsen af Palæocæn blev landområderne langs det smalle hav mellem Grønland og Norge hævet op, fordi der nede i Jordens kappe dannedes en stor pukkel af magma. Havet trak sig derfor bort fra Kangerlussuaq-bassinet, og havaflejringerne blev dækket af sand- og gruslag fra store flodsystemer. Disse lag indeholder en hel del planterester, som har givet indblik i områdets vegetation. Senere brød magmapuklen op gennem jordskorpen (se afsnittet Palæogen vulkanisme), og et stort område omkring Kangerlussuaq-bassinet blev udsat for omfattende vulkanisme. Bassin-sedimenterne blev herved dækket af tykke askelag, som igen er dækket af basalter fra vulkanske lavastrømme.:132-135 

## Palæogen vulkanisme
Åbningen mellem Laurentia- og Baltica-kontinenterne, som var begyndt allerede i Perm med anlæggelsen af den smalle havarm mellem Polarhavet og Tethyshavet, tog rigtig fart i Palæogen. Åbningen så dog i første omgang, for ca. 60 mio år siden, ud til at skulle skille Grønland fra Nordamerika, idet der skete en opsprækning i Davis-strædet, med begyndende dannelse af ny oceanbund langs en spredningszone. Senere flyttede opsprækningen og den efterfølgende havbundsspredning sig om i det smalle hav på østsiden af Grønland, som nu fik sin egen store vulkanprovins samtidig med, at Grønland og Norge begyndte at glide fra hinanden.:138-141 
Stærkt medvirkende til den vulkanske aktivitet var opstigningen fra Jordens kappe til den nedre del af skorpen af et kæmpemæssigt magmalegeme (kaldet en kappe-diapir eller mantle plume). Diapiren lå til at begynde med, for 62 mio. år siden, lige ud for det centrale Vestgrønland, hvor opstigende magma førte til dannelsen af den vestgrønlandske vulkanprovins. Senere flyttede diapiren sig mod øst til omkring Blosseville-kysten, hvor dannelsen af plateaubasalter begyndte for ca. 56 mio. år siden. Bevægelsen mod øst er fortsat, og nu ligger diapiren under Island, hvor den er ansvarlig for denne øs kraftige vulkanisme.:171-172 
De vulkanske bjergarter forekommer i Grønland som kilometertykke lag af plateaubasalter. I modsætning til de velkendte keglevulkaner som Vesuv og Fuji, som hovedsagelig udsender aske, er plateaubasalter dannet af tyndtflydende lava som breder sig ud over jordoverfladen som en væske, så at den størknede (typisk 5-50 m tykke) basaltbænk ligger vandret. Næste udbrud lægger så en ny bænk oven på den forrige, så at hver bænk fremstår som et vandret plateau.:72 

### Vestgrønlandske vulkanprovins
Mellem Disko og Svartenhuk Halvø er de mesozoiske bassinsedimenter dækket af en 4-10 km tyk vulkansk lagserie, som er tykkest omkring Ubekendt Ejland. Den vulkanske aktivitet begyndte på den daværende havbund, hvor der dannedes pudelava, men senere kom lagene op over havniveau, og herefter dannedes plateaubasalter. Disse opdeles i en nedre olivinrig serie og en øvre, som er rig på plagioklas. Den opstigende lava har revet dele af den kulførende sedimentære lagserie med sig på sin vej, og kullene har startet en kemisk proces, hvorved der i basalterne er udskilt rent metallisk jern, i stil med det der foregår i en højovn. Man troede oprindeligt disse jernholdige basalter var jernmeteoriter fra verdensrummet, men efter at deres rette oprindelse blev kendt omkring 1875, betegnede man denne type jern som tellurisk jern.
I området mellem Disko og Nuussuaq-halvøen afsnørede lavastrømme i den første del af den vulkanske periode et havområde og omdannede det til en ca. 700 m dyb sø, Naagaat Søen. Søen blev gradvist fyldt op vestfra af vulkanske produkter, som ligger i stejltstillede lag dannet da lavaen rullede ned ad søens skrå sider. Da søen var fyldt op, blev den dækket med vandretliggende basaltbænke.:142-145 

### Østgrønlandske vulkanprovins
Hvor den palæogene vulkanske aktivitet i Vestgrønland mest førte til dannelse af plateaubasalter, falder den i Østgrønland i to, en indledende fase med plateaubasalter og en efterfølgende fase, hvor der dannedes et stort antal intrusioner og gangsværme.:146-149 

#### Plateaubasalter
Plateaubasalterne forekommer i to adskilte regioner, en stor sydlig region mellem Kangerlussuaq i syd og Scoresby Sund i nord med en 6 km tyk serie og en mindre nordlig region mellem Hold with Hope og Shannon med en 800 m tyk serie.
Basalterne begyndte at blive dannet for 59 mio. år siden, og den østgrønlandske vulkanisme fortsatte gennem 4½ mio. år. På denne med geologisk målestok ret korte tid nåede basalterne at dække et samlet areal på 220.000 km2, med et rumfang på 370.000 km3. Der er altså i gennemsnit hvert år strømmet 82 mio. m2 lava frem på den østgrønlandske landoverflade.
Nord for Kangerlussuaq kan plateaubasalterne følges fra havniveau og helt op til Grønlands højeste punkt, det 3.693 m høje Gunnbjørn Fjeld. Den nedre del af basalterne er olivinrige, men højere oppe skifter sammensætningen til tholeiitisk basalt, domineret af pyroxen og plagioklas. Plateaubasalterne hviler på en ældre bølget overflade af grundfjeld og palæocæne sedimenter, sådan at de nederste basaltbænke udfylder det gamle terræns lavninger, mens de følgende bænke breder sig vandret ud over et større område. Nogle af bænkene kan følges over store afstande, en enkelt over ca. 170 km, hvilket viser at lavaen har været tyndtflydende og overfladen meget plan. Det samlede rumfang af basalterne i den sydlige region er 160.000 km3.
Da lavastrømmene flød ud og dannede basalterne, var Nordatlanten endnu ikke åbnet, så Færøerne lå stadig tæt på Østgrønland, ca. 100 km ud for den sydlige del af Blosseville-kysten. Seks karakteristiske basaltenheder fra den sydlige grønlandske region har derfor kunnet genfindes i den færøske basaltserie, selvom de to områder nu ligger med 1.000 km afstand.
Lagserien i den sydlige vulkanske region kan ikke korreleres med lagene i den nordlige region. Her starter lagserien med nogle ca. 50 m tykke bænke, hvoraf de nederste er dannet under vand. Højere oppe er de enkelte bænke kun ca. 4 m tykke, men meget udstrakte og plane.:146-149 

#### Intrusioner
For 55 mio. år siden begyndte Laurentia-kontinentet med Grønland at glide bort fra Baltica-kontinentet med Norge, Færøerne og De britiske Øer, og lava begyndte at stige op og danne Den midtatlantiske Ryg. Inde på det grønlandske fastland dannedes ikke længere plateaubasalter, men magma fortsatte her med at stige op fra kappen. Det standsede dog nu et stykke under overfladen, hvor der dannedes magmaintrusioner. Der kendes fra denne tid i alt 100 små og store intrusioner i Østgrønland, hvoraf den mest velbeskrevne er Skærgård-intrusionen ved Kangerlussuaq. Det er en nogenlunde kasseformet lagdelt intrusion med et tværmål på omkring 10 km og en dybde på 3-4 km. Senere landhævning og erosion har blotlagt intrusionens forskellige zoner, og her har geologer jævnligt siden 1939 været på besøg og foretaget et væld af undersøgelser, så at stedet nu er en klassisk geologisk lokalitet.:149-153 

#### Gange
Da Nordatlanten begyndte at åbne sig, blev den østgrønlandske kystzone mellem Tasiilaq i syd og Scoresby Sund i nord udsat for en strækning (tension), som førte til at der blev dannet sprækker ned gennem basalterne og det underliggende grundfjeld. Basaltisk magma trængte op gennem sprækkerne, som i dag fremstår som 3-8 m brede stejltstillede basaltgange, som ude langs kysten står så tæt, at de visse steder udgør op mod 50 % af fjeldet. Gangene skar oprindeligt lodret gennem grundfjeld og overliggende plateaubasalter, men hele kystzonen er efterfølgende bøjet ned mod det nydannede Atlanterhav, og mange steder hælder gangene helt op til 45° ud mod kysten, mens de oprindeligt vandrette plateaubasalter hælder tilsvarende den anden vej.:149-153 

## Havområderne omkring Grønland
De geologiske forhold til havs er af gode grunde ikke nær så godt kendt som de er det på den grønlandske landjord, og det er først inden for de seneste 40 år, at et billede er begyndt at tegne sig.:61  Man kan ikke som på land basere den geologiske kortlægning på flyfotos kombineret med rekognoscering i terrænet, men må i stedet ty til magnetiske, seismiske, gravimetriske og andre geofysiske metoder, suppleret med (meget bekostelige) boringer fra skib. Der er således stor forskel på mængden af, og omkostningerne ved at indsamle, data fra de oftest meget velblottede lag på land og fra de tildækkede lag under havbunden.:159-165 
Arealet af det grønlandske søterritorium er godt 2 mio. km2, en anelse større end landarealet. Havområderne kan deles i to typer, dels dybhavet længst fra land og dels kontinentalsoklen (shelfen), som strækker sig fra kysten og ud til 250-350 m vanddybde. Dybhav og sokkel er adskilt af en stejl kontinentalskrænt, hvor vanddybden inden for kort afstand øges fra få hundrede m til 1 km eller mere. Den grønlandske kontinentalsokkel har et areal på 825.000 km2, dvs. dobbelt så stort som det isfri landområde. Dybhavet uden for kontinentalsoklen består langt overvejende af oceanbundsbasalter dannet ved pladetektonisk havbundsspredning, mens forholdene på den mellem 20 og 350 km brede sokkel er mere varierede. Mest dominerende er et antal store sedimentbassiner som, i stil med dem på land, ligger parallelt med kysten.:172-173 

### Havet ud for Østgrønland
Det største grønlandske offshore-bassin måler ca. 700 x 250 km og er beliggende ud for den nordlige del af østkysten, mellem Shannon i syd og Kronprins Christian Land i nord. Her er kontinentalsoklen visse stedet op til 400 km bred og består af en op til 13 km tyk serie af sedimenter aflejret i tidsrummet fra Devon til i dag. Bassinet deles på langs af en ryg af højtliggende grundfjeld, som adskiller de to delbassiner, Danmarkshavn-bassinet ind mod land og Thetis-bassinet længere ude. Man kender meget lidt til, hvilke sedimenttyper som opbygger bassinerne, men der er formentlig tale om sandede og lerede enheder med indslag af kalksten. Man har dog fundet tegn på salthorste, som i stil med de nordjyske og nordtyske er dannet ved, at saltlag afsat i Perm, eller sent i Karbon, senere er blevet presset op i cylinderformede diapirer.:168 
I slutningen af Palæogen for ca. 25 mio. år siden henlå det meste af Grønland som et peneplan, et nederoderet lavlandsområde tæt på havniveau, men i løbet af Neogen blev store dele af landet omfattet af en landhævning på flere km. Rester af peneplanet kan i dag ses mange steder, som fladtliggende højfjeldsområder adskilt af dybt nedskårne stejlvæggede dale og fjorde. Dalene og fjordene er dannet ved, at floder og elve - og senere Kvartærtidens gletsjere - har skåret sig ned i peneplanet langs svaghedszoner i fjeldet. Det er meget betydelige sedimentmængder, som elve og gletsjere på denne måde har ført med sig ud i havet. Dette ses måske mest tydeligt i det mere end 8 km tykke Liverpool Land bassin på østkysten ud for Jameson Land, mellem udmundingen af Scoresby Sund og Kong Oscar Fjord. Det vidt forgrenede system af fjorde bag disse mundinger viser, at der her siden landhævningen er ført enorme sedimentmængder ud til havs, og 6 ud af de 8 km lagserie i bassinet er således aflejret inden for de seneste ca. 20 mio. år.:169,178-179 

### Havet ud for Vestgrønland
Frem til midten af Mesozoikum var Grønland landfast med Canada, og området mellem de to lande bestod af prækambrisk kontinentalskorpe. Så skete der en strækning af jordskorpen, hvorved området blev gennemsat af blokforkastninger, og her anlagdes en række af sedimentbassiner, hele vejen fra Labradorhavet i syd til Melvillebugten i nord. I begyndelsen af Palæogen bredte den pladetektoniske spredningszone mellem Nordamerika og Afrika sig op mellem Canada og Grønland, og en tid bevægede de to lande sig bort fra hinanden, mens der dannedes ny oceanbund i det nyopståede hav mellem dem. Samtidig dannedes der plateaubasalter i et stort område ud for Disko-bugten, som del af den vestgrønlandske basaltprovins, hvis lag kan ses på land på Disko og Nuussuaq-halvøen. Basalterne til havs og på land ligger i dag med en højdeforskel på 3-4 km, og der er altså også her tegn på, at det grønlandske landområde har oplevet en kraftig hævning inden for den seneste tid.
De mesozoiske sedimentbassiner ud for Vestgrønland er fortsat med at synke ind helt til nutiden, og i bassinet i Melvillebugten er lagserien op til 12 km tyk. Bassinerne er interessante mht. olie- og gasefterforskning, og olieselskaber har siden 1970-erne foretaget en lang række undersøgelser i dem.:174-178 

## Kvartærtiden
Igennem det meste af Phanerozoikum har Jordens poler været isfri, fordi klimaet var varmt med en middeltemperatur omkring 22° C. Koldere peroder, med dannelse af iskapper og gletsjere, kendes fra den yngste del af Proterozoikum, og fra grænsen Ordovicium-Silur, grænsen Karbon-Perm og grænsen Jura-Kridt. Den nuværende Kvartærtid er også kold, idet Jordens middeltemperatur ligger omkring 12° C. I løbet af Tertiærtiden faldt middeltemperaturen gradvist. Allerede i løbet af Oligocæn begyndte iskappen på Antarktis at dannes,:184  mens den grønlandske indlandsis først blev etableret ved Kvartærtidens begyndelse for 2 mio. år siden. Gennem hele Kvartærtiden er klimaet hyppigt vekslet mellem kolde istider og varme mellemistider, med typiske længder på hhv. 100.000 og 10.000 år.:182-191 
Allerede fra slutningen af Pliocæn er der spor efter en grønlandsk nedisning, men denne is smeltede næsten fuldstændigt bort igen og afløstes af en mellemistid. Ved Kap København på det østlige Peary Land i Nordgrønland er der fundet aflejringer fra denne mellemistid. Den har været betydeligt varmere end i dag, idet området dengang var dækket af nåleskov.:187 
De sidste 2 mio. år har større eller mindre dele af Grønlands indre til stadighed været dækket af indlandsis, som i de kolde perioder har strakt sig et godt stykke uden for den nuværende kystlinje. Under en istid bindes store mængder af oceanernes vand i de frosne iskapper, og havniveauet har i Kvartærtiden været sænket med op til 150 m i forhold til tiden før. I vores nuværende varmeperiode Holocæn er der stadig bundet så meget vand i de grønlandske og antarktiske iskapper, at havet ville stige 60 m, hvis det alt sammen smeltede. Under istiderne har store dele af den grønlandske kontinentalsokkel været tørlagt, og indlandsisen har i visse tilfælde kunnet brede sig helt ud vil kontinentalskrænten, før den har mødt havet og er kælvet i isbjerge.:188-189 
Gletsjerne har på deres vej ned i terrænet og ud mod kysten eroderet sig dybt ned i deres underlag, med en hastighed på op til 3 m pr tusind år, og transporteret enorme sedimentmængder med sig. De glaciale aflejringer, i form af moræner og smeltevandsaflejringer, findes hovedsageligt på havbunden rundt om Grønland, og kun som et tyndt og sporadisk dække i landområderne.:183-185 
Vægten af den kilometertykke grønlandske indlandsis er stor nok til, at jordskorpen i det indre af Grønland pga. isostasi er presset flere hundrede meter ned, og faktisk ligger store dele af landoverfladen her under havniveau. Under sidste istid, Weichsel-istiden, nåede indlandsisen for omkring 20.000 år siden sin maksimale udbredelse et stykke uden for den nuværende kystlinje, og dengang var også kystområderne presset ned af is. Siden da har isen gradvist trukket sig tilbage til sin nuværende placering, og som følge af trykaflastningen har de grønlandske kystområder langsomt hævet sig, med op til 140 m. Man kan derfor mange steder langs kysterne se spor efter tidligere kystlinjer, der som hævede terrasser ligger et stykke over den nuværende kystlinje.:182-191 

### Meteoritter
I 1818 kom engelske opdagelsesrejsende, som ledte efter Nordvestpassagen, som de første europæere i kontakt med Thule-eskimoerne. Til englændernes overraskelse brugte disse inuitter jernredskaber, med jern taget fra meteoritter. I 1894 fik Robert Peary under rejser i Thule-området forevist tre store jernmeteoritter, som han tog med sig til New York, hvor de stadig i dag er udstillet. I 1913 fik Knud Rasmussen forevist en stor jernmeteorit, kaldet Savik, som kom til Danmark i 1925. Undersøgelser viste senere, at alle de kendte grønlandske jernmeteoritter måtte stamme fra samme meteorit-sværm, kaldet Cape York, med et nedslagsområde som strakte sig over 125 km. I Cape York-området fandt meteoriteksperten Vagn Buchwald i 1963 den 20 tons tunge jernmeteorit Agpalilik, som de følgende år med nogen besvær blev fragtet til København. I alt er der fundet 58 tons meteoritmateriale i Cape York-området.
I 1971 fandt og hjembragte en amerikansk geolog på Ella Ø en mærkelig sten, som et par af hans kolleger senere kunne fastslå, var en stenmeteorit. Ved besøg på stedet nogle år senere fandtes flere fragmenter, så der nu kendes knap 6 kg materiale fra dette meteornedslag.

### Permafrost og global opvarmning
I langt de fleste af Grønlands isfrie områder er der permafrost, idet jorden er permanent frosset ned til stor dybde, med undtagelse af det aktive lag lige under jordoverfladen, som tør op om sommeren. Ved Thule når permafrosten ned i 450 m dybde.:67  I områderne nord for Nuussuaq-halvøen på vestkysten og Tasiilaq på østkysten findes permafrosten overalt, mens den længere sydpå gradvist forekommer mere og mere spredt, og slet ikke findes helt ude langs de sydvestgrønlandske kyster.:49  Der hvor overfladen består af løse aflejringer, medfører de årlige frost-tø cykler, at der kan dannes iskiler, polygonjord, stenringe og pingoer.:50-57 
DMI forventer at den gennemsnitlige lufttemperatur i det centrale Vestgrønland frem mod år 2100 vil stige med 5-7 °C.:90  Den globale opvarmning bevirker, at det aktive lag om sommeren bliver tykkere for hvert år, og ved Zackenberg i Nordøstgrønland har man målt en stigning i tykkelsen på over 1 cm om året.:68  Når det aktive lag bliver tykkere fordi permafrosten smelter, vil landoverfladen sætte sig, og jorden på skråninger vil begynde at flyde nedad. Herved kan veje og bygninger blive beskadiget. De permafrosne lag indeholder ofte en del gammelt plantemateriale, som ved optøning nedbrydes af luftens ilt. Herved frigives drivhusgasser som kuldioxid og metan, som bidrager yderligere til den globale opvarmning.:48 
Man kunne op gennem 1900-tallet konstatere, at indlandsisen begyndte at skrumpe ind, og mange steder er gletsjerfronterne rykket mange km tilbage. Gamle luftfotos fra Geodætisk Instituts kortlægning af Grønland fra 1930-erne og frem indeholder værdifulde oplysninger om isafsmeltningen, og fx er Midgaardsgletsjeren i Sermilik Fjord ved Tasiilaq i årene 1933-2010 rykket 22 km tilbage. Jacobshavn Isbræ, som fører store mængder af indlandsisen ud i Ilulisat Isfjord, har de senere år vist en meget kraftig tilbagerykning.

## Råstoffer
Grønlandske råstoffer er hidtil udelukkende udvundet fra miner på landjorden, men de senere år har der været stigende interesse for mulighederne for udvinding til havs af olie og gas.

### Miner i drift
De største grønlandske råstofmængder udvindes til brug i den lokale bygge- og anlægsbranche, i form af smeltevandsaflejret sand og grus til betontilslag og sprængstensmaterialer af gnejs eller granit til byggeri af fx veje, havne og lufthavne.
Herudover indeholder den grønlandske undergrund en lang række økonomisk og samfundsmæssigt vigtige, men sjældent forekommende råstoffer, nemlig malmmineralerne. Disse er oftest dannet på stor dybde i forbindelse med de mange bjergkædefoldninger, enten fra restsmelter i magmatiske intrusioner eller som gangudfyldninger, eller på havbunden fra udstrømmende vulkanske gasser og lavaer. Senere forvitring, erosion og transport af malmholdige nedbrudsprodukter har visse steder aflejret lag, hvor de værdifulde mineraler er opkoncentrerede, fx som tungsand med guld, tin, zirkon eller titan.:196-197 

#### Kryolitminen ved Ivittuut
Kryolitforekomsten ved Ivittuut er dannet for 1.171 mio. år siden, hvor en fluor-rig restsmelte udkrystalliserede som et kasseformet legeme med størrelsen ca. 100 x 200 x 60 m. Forekomsten ligger lettilgængeligt lige ud til kysten ved Arsuk Fjord. Brydningen startede i 1854 på initiativ af C.F. Tietgen, og oprindeligt brugtes kryolitten i Danmark til fremstilling af soda, emalje og hvidt glas, men fra 1887 blev det eksporteret til brug som katalysator ved fremstilling af aluminium. Brydningen foretoges fra 1865 af Kryolith Mine- og Handelsselskabet, mens oparbejdning af malmen foregik hos Øresunds chemiske Fabriker på Østerbro i København. I 1939 blev de to virksomheder lagt sammen i det halvt statsejede Kryolitselskabet Øresund. Det var en forekomst med meget høj lødighed, og desuden den eneste af sin art i verden, udover små forekomster ved Miask i Uralbjernene i Rusland og Pikes Peak i Colorado i USA. I Ivittuut-minen er der brudt 3,7 mio. tons malm med gennemsnitlig 57 % kryolit. Hovedforekomsten var tømt i 1962, men brydningen fortsatte nogle år endnu, og til sidst udvandt man fra havneanlægget ved udskibningsstedet, som var bygget delvist af sprængsten af kryolitmalm. I dag fremstilles kryolit kunstigt.:205-206 

#### Blyminen ved Mestersvig
Denne forekomst består af mineralerne blyglans og zinkblende, som i forbindelse med den palæogene vulkanisme i Østgrønland er udkrystalliseret i en op til 50 m bred intrusiv gang, som skærer gennem sandstenslag fra Karbon. Dette er den hidtil eneste kommercielle mine i Østgrønland. I minens korte levetid 1956-1962 udvandtes 58.000 tons blyglans og 75.000 tons zinkblende. Pga isforholdene kunne malmen kun udskibes én gang om året, sidst på sommeren, mens brydningen foregik hele året.:206-207 

#### Zink-bly minen Sorte Engel ved Maarmorilik
Marmorlagene i den sedimentære og senere metamorfiserede Karrat Gruppe i den rinkiske provins blev ved Maarmorilik brudt i den korte årrække 1936-1940, hvorefter udstyret blev flyttet til kulminen på Disko. Marmoren blev brugt til bygningsfacader, bl.a. Overformynderiet i København og Lyngby Rådhus.
I Sorte Engel fjeldet over for Maarmorilik indeholder marmoren mineraliseringer af blyglans og zinkblende. I de stærkt deformerede bjergarter i fjeldet forekommer malmen i meget uregelmæssigt formede op til 30 m tykke legemer i en 3,5 km lang og ½ til 1 km bred zone, som træder frem 600-700 m oppe på den meget stejle fjeldside. I 1971 fik selskabet Greenex A/S tilladelse til minedrift. Der er tale om en af verdens mest utilgængelige malmforekomster, og man byggede derfor en 1.500 m lang svævebane til transport af mandskab, udstyr og malm mellem mineindgangen og bygden nede ved havet. Minen producerede i årene 1973-1990 i alt 11,2 mio. tons malm med 12 % zink og 4 % bly, foruden mindre mængder sølv, som også blev udvundet.:207-209  Minen lukkede da indvindingen begyndte at blive urentabel, men den åbnede igen i 2010, på initiativ af den grønlandske regering.

#### Kulminen Qullissat på Disko
Det vestgrønlandske Nuussuaq-bassin indeholder kullag, som er blottet på Disko og på nord- og sydkysten af Nuussuaq-halvøen. Allerede i 1780 begyndte man fra små åbne brud med håndkraft at udvinde kullene, til brændsel i de nærliggende bygder. I 1924 etablerede den danske stat en underjordisk mine i Qullissat på Diskos nordøstside, og fra 1929 brugtes her moderne motoriseret udstyr til brydning af en 1 m tyk kulbænk. I 1939 flyttedes brydningen hen til en 1½ m tyk kulbænk, hvor man fortsatte med forbedret udstyr. I begyndelsen brød man i Qullissat ca. 4.000 tons kul om året, men senere nåede man en årsproduktion på 20.000 - 35.000 tons. De fleste kul brugtes på det grønlandske hjemmemarked, mens en mindre del eksporteredes til Danmark. I 1960-erne fortrængte oliefyr efterhånden kullene i de grønlandske husholdninger og industrier, og minen lukkede i 1972. Der var da gennem årene udvundet 600.000 tons kul.:209 

#### Guldminen ved Nalunaq
I sandstenszonen lige syd for Julianehåb-batholiten i de sydgrønlandske ketilider findes der flere steder hydrotermale årer med guldholdige kvartsmineraliseringer. Ved Nalunaq i Kirkespirdalen blev der i årene 2003-2013 af selskabet Angel Mining udvundet guld i en 1.700 m lang og op til 2 m bred forekomst med en lødighed på 25 g guld pr ton bjergart.:212 

#### Grafitminen ved Amitsoq
Lidt nordvest for Nanortalik, og ikke så langt fra Nalunaq-guldminen, findes en grafit-forekomst, som allerede i årene omkring 1. Verdenskrig blev udnyttet, og 5.300 tons grafit indvundet. Med øget efterspørgsel fra 2010‘erne, især til lithium-ion-batterier til elbiler, er selskabet Greenroc Mining i begyndelsen af 2020’erne i gang med kortlægning og prøveindvinding af grafitten.

#### Aappaluttoq
I Fiskenæsset-intrusionen syd for Nuuk fandt selskabet True North Gems ved Aappaluttoq en forekomst af korund, i form af rubiner og safirer. Lødigheden er meget høj, omkring 1.750 karat pr ton, og forekomsten skønnes at rumme 283 mio. karat. I sommeren 2014 underskrev selskabet og Grønlands regering en såkaldt IBA-aftale, som det ofte bruges ved minedrift i sårbar natur beboet af naturfolk. Under arbejdet med at klargøre minen til produktion gik selskabet dog i september 2016 konkurs, men blev måneden efter overtaget af LNS Greenland Gems, som startede produktionen i foråret 2017, men indstillede den igen i begyndelsen af 2023, fordi man ikke kunne producere nok.

### Planlagte miner
Udover de ovennævnte tidligere aktive miner har geologisk og geokemisk kortlægning påvist forekomster, især i det vestgrønlandske grundfjeld, af bl.a. jern, kobber, krom, molybdæn, nikkel, platin, uran, thorium, zirkonium, titanium, niob, tantal og beryllium. Gennem de seneste årtier er der på en række grønlandske malmlokaliteter udført omfattende undersøgelser og forberedelser for etablering af miner.:204-205 
Siden 2010 har man på Mineskolen i Sisimiut, i dag en del af Kalaalit Nunaanni Teknikimik Illarniarfik (forkortet KTI, på engelsk Tech College Greenland), udbudt uddannelser i mineteknologi.

#### Kvanefjeld
Gardar-provinsen indeholder mineraliseringer med bl.a. det radioaktive uran, og med henblik på udnyttelse i planlagte danske atomkraftværker foretog man i 1960-erne en prøvebrydning af 20.000 tons uranholdig malm i Kvanefjeld nær Narsaq. Lødigheden var rimelig, med 325 g uran pr ton malm,:213  og kortlægning viste, der var op mod 1 mia. tons uranmalm,:152  som foruden uran også indeholder thorium, zirconium, niobium, yttrium, zink, tin, lithium, beryllium og sjældne jordarter, samt flygtige grundstoffer som klor og fluor. Den politiske stemning i Danmark vendte sig dog i 1970-erne mod atomkraft, og i 1985 vedtog Folketinget, at der ikke skulle bygges atomkraftværker i Danmark. Indvinding af uran fra Kvanefjeld blev herefter udsat på ubestemt tid. I 2013 åbnede Grønlands Selvstyre igen for uranefterforskning,:152  og siden 2015 har det delvist kinesisk ejede australske selskab Greenland Minerals forberedt en indvinding af sjældne jordarter, med uran som biprodukt. Selskabets VVM-redegørelse for projektet blev godkendt i 2020, men det diskuteres stadig, om redegørelsen er tilstrækkelig detaljeret omkring håndtering af radioaktivt thorium.

#### Kringlerne
Foruden uran ved Kvanefjeld indeholder Illimaussaq-intrusionen i Gardar-provinsen mineraliseringer med bl.a. tantal, niob, zirkonium, yttrium, lithium, sjældne jordarter og beryllium. Sjældne jordarter, som gennem de seneste årtier har fået udbredt anvendelse i elektronikindustrien, forekommer ved Kringlerne i den sydlige del af intrusionen i form af mineralet eudialyt. Det australske selskab Tanbreez har lavet undersøgelser i området siden 2001, og de har nu fået koncession på sjældne jordater, tantal, niob og zirkonium.:148  Mineprojektet blev i 2015 forsinket, idet et ønske fra Tanbreez om at udvide indvindingen fra en halv til halvanden mio. tons blev mødt af det grønlandske råstofdirektorat Naalakkersuisut med krav om en ny koncessionsansøgning.

#### Storø
På Storø i Godthåbsfjorden fandt selskabet NunaMinerals i 2007 en guldforekomst med en lødighed på op til 6-7 g guld pr ton. Guldet er ret ujævnt fordelt i fjeldet, idet det forekommer i 10 m brede korridorer over en afstand på 5 km, men der er potentielt tale om en forekomst med 30 tons guld.

#### Citronen Fjord
Citronen Fjord er en lille sidefjord til Frederick E. Hyde Fjord i Peary Land i Nordgrønland. Her fandt man i 1993 i lag fra den ellesmeriske foldekæde en stor bly-zink mineralisering. Der er ca. 20 mio. tons malm med et zinkindhold over 7 %, foruden mindre mængder bly.:215  I 2000-erne foretog det australske mineselskab Ironbark Zinc omfattende undersøgelser, og i 2014 indgik man et samarbejde med det statskontrollerede kinesiske mineselskab NFC. Det danske entreprenørfirma MT Højgaard er involveret i arbejdet med at planlægge minens infrastruktur, som byder på store infrastruktur-udfordringer. Citronen Fjord er tilfrosset hele året, og malmen skal derfor sejles ud med isbryderassistance i løbet af den korte polarsommer i juli-august.

#### Skærgaard
To af de palæogene magmatiske intrusioner i den østgrønlandske vulkanske provins er interessante mht. minedrift, nemlig Skærgaard og Malmbjerg.
I et bestemt niveau i Skærgaard-intrusionen findes tynde lag med guld, palladium og platin. Der er fundet 200 mio. tons malm med et indhold af guld og palladium på hhv. 1,68 g pr ton og 1,91 g pr ton.:217  Det australske mineselskab Platina Resources har fået koncession på et 141 km2 stort område af intrusionen, og deres undersøgelser her fra omkring 2010 fandt, at dette område indeholder 165 kg guld, 58 kg palladium og 5 kg platin.

#### Malmbjerg
Ca. 35 km syd for Mestersvig ligger Malmbjerg, klemt inde mellem to gletsjere og derfor vanskelig tilgængeligt. I fjeldsiden ses toppen af en granitintrusion, i hvis øverste zone man i 1954 konstaterede molybdæn. Frem til 1979 foretog mineselskaber omfattende undersøgelser, i 147 borehuller med en samlet længde på 23 km. Man fandt at der var 217 mio. tons malm med 0,20 % molybdænglans.:217 

### Andre interessante mineraliseringer
Økonomisk og samfundsmæssigt interessante forekomster af mineraler forekommer ofte i forbindelse med pegmatiter, som er grovkornede bjergarter dannet ved langsom krystallisation af restsmelter.
Både i den nordøstlige del af Disko Bugt regionen, i grundfjeldet omkring Godthåbsfjorden og i Ketiliderne i Sydgrønland er der en række steder fundet guldmineraliseringer.:210-212 
Fiskenæsset-intrusionen indeholder en meget stor forekomst af krommalm med ringe lødighed.:210 
I de yngre østgrønlandske sedimentbassiner findes der interessante mineraliseringer, bl.a. i kalksten syd for Mestersvig, hvor 300.000 tons malm indeholder 72 % barium, og i kalksten på den østlige del af Milne Land, hvor 5 mio. tons malm indeholder 1-4 % zirkonium og 3-13 % titanium.:216 

### Olie og gas
I havbunden omkring Grønland er der mange steder et potentiale for udvinding af hydrocarboner, og her gemmer sig muligvis nogle af verdens største olie- og gasfelter. Det barske klima med pakis eller drivende isbjerge gør imidlertid, at både forundersøgelser og især indvinding er teknisk meget krævende og bekosteligt, så at kun meget store fund er økonomisk interessante.:226-231 

#### Nord- og Østgrønland
I aflejringer fra det franklinske bassin i Nordgrønland er der på en række lokaliteter fundet bitumen som tegn på, at undergrunden her rummer større eller mindre mængder olie. Området er dog for utilgængeligt til at nærmere undersøgelser har kunnet udføres.:226-231 
Seismiske undersøgelser vha. inspektionsskibet Thetis af det meget store Danmarkshavn Bassin ud for det nordlige Østgrønland har vist, at der også her er muligheder for olie- og gasforekomster. Der er ikke udført boringer i dette område, idet isforholdene er meget vanskelige.:226-231 
Større forhåbninger knytter sig til aflejringer fra Jameson Land Bassinet, hvor mørke skifre fra Sen Perm og Tidlig Jura er potentielle moderbjergarter for oliedannelse. I årene 1984-1990 udførte det amerikanske olieselskab Atlantic Richfield Company (ARCO) omfattende seismiske undersøgelser på Jameson Land. Selskabet valgte herefter at standse sine aktiviteter, men deres undersøgelser viser dog, at der godt kan være et potentiale for olieudvinding i området.:226-231 

#### Vestgrønland
I gamle grønlandske sagn er der beretninger om brændende fjelde, og fænomenet forekommer også med sjældne mellemrum i nutiden, særlig spektakulært i 1933 og 1958 ved Pujoortoq på nordsiden af Nuussuaq-halvøen. Der er tale om skifre med organisk indhold, som bliver ustabile og skrider ned ad fjeldsiden. Herved udvikles så kraftig varme, at det organiske materiale kan bryde i brand.:236 
I 1992 opdagede man en anden slags organisk materiale, som endnu tydeligere end de brændende skifre pegede mod et potentiale i området for olieindvinding, nemlig bitumenudfyldninger i den nedre del af de basaltlag, som dækker sedimenterne i Nuussuaq-bassinet. Bitumen kan ikke dannes i vulkanske bjergarter, og den må derfor være sivet op i hulrummene som en væske, råolie, som senere er udtørret til bitumen.:233 
Havet vest for Grønland er syd for Disko isfrit året rundt, og flere olieselskaber begyndte allerede i 1969 på strækningen mellem Aasiaat og Maniitsoq at udføre seismiske undersøgelser og boringer. Ingen af deres fem dybe boringer viste dog tegn på olie, og i 1977 indstilledes eftersøgningen. I 1990 genoptog GGU, i samarbejde med det grønlandske olieselskab Nunaoil A/S, de seismiske undersøgelser i området, hvis strukturelle forhold blev gentolket vha. nye digitale værktøjer. Området er præget af blokforkastninger med skråtstillede lag, som mange steder danner strukturelle fælder, hvor olie og gas kan være til stede. I 2000 udførtes en næsten 3 km dyb boring i Fylla-strukturen små 200 km vest for Nuuk, dog uden at finde spor af olie.:234-236 
Seismiske undersøgelser i havområdet nord for Disko har vist, at Nuussuaq-bassinets sedimenter også her indeholder et antal strukturelle fælder med mulighed for olie og gas. De palæogene basalter, som dækker en stor del af området, kan have virket som seglbjergart, som forhindrer olien og gassen i at undvige fra de strukturelle fælder. Desværre har de seismiske lydbølger svært ved at gennemtrænge sedimenterne under basaltlagene, og forholdene her er derfor ikke særlig godt kendt.:236-237 

### Nyt fra GEUSogGeoviden - Geologi og Geografitemanumre
- Henrik Højmark Thomsen: Is og energi. Nyt fra GEUS, 1996/5, 12 sider Arkiveret 2. april 2015 hos  Wayback Machine
- Claus Uffe Hammer og Henrik Højmark Thomsen: Iskappen der forsvandt og genopstod. Nyt fra GEUS, 1998/2, 16 sider Arkiveret 21. august 2016 hos  Wayback Machine
- Adam A. Garde: Guldfund og pladetektonik - Den ketilidiske bjergkædedannelse i Sydgrønland. Nyt fra GEUS, 1999/3, 20 sider Arkiveret 21. august 2016 hos  Wayback Machine
- Lars Stemmerik, Michael Larsen og Stefan Piasecki: De østgrønlandske sedimentbassiner - et oliegeologisk feltlaboratorium. Nyt fra GEUS, 2000/1, 20 sider Arkiveret 21. august 2016 hos  Wayback Machine
- Niels Henriksen og A.K. Higgins: Foldebjergene i Østgrønland. Nyt fra GEUS, 2001/2, 32 sider Arkiveret 21. august 2016 hos  Wayback Machine
- Peter Appel: De ældste sten - det ældste liv, Nyt fra GEUS, 2002/1, 6 sider Arkiveret 21. august 2016 hos  Wayback Machine
- Lotte Melchior Larsen, Trine Dahl-Jensen og Stig Schack Pedersen: Geologiske naturkatastrofer - fjeldskred i Grønland. Nyt fra GEUS, 2002/3, 16 sider Arkiveret 21. august 2016 hos  Wayback Machine
- Henning Sørensen (red.): Geologi i det sydlige Vestgrønland. Nyt fra GEUS, 2003/2, 24 sider Arkiveret 21. august 2016 hos  Wayback Machine
- Karsten Secher: Mineralske råstoffer (s. 2-13) og Bo Elberling: Miljø i Grønland (s. 14-19), Geoviden, 2005/1, 20 sider Arkiveret 19. september 2016 hos  Wayback Machine
- Lotte Melchior Larsen: Vulkaner i Nordatlanten. Geoviden, 2007/4, s. 8-9 Arkiveret 28. september 2013 hos  Wayback Machine
- Andreas P. Ahlstrøm m.fl.: Ocean, is og klimaændringer. Geoviden, 2009/3, 20 sider
- Ole Bennike (2011): Klimaændringer i fortid og nutid. Geoviden, 2011/3, 20 sider
- Per Kalvig og Karen Hanghøj m.fl.: Mineralske råstoffer. Geoviden, 2012/4, 20 sider
- Anders A. Bjørk m.fl.: Indlandsisen – før og nu. Geoviden, 2015/4, 20 sider

### Hjemmesider
- The Greenland Mineral Resources Portal hos GEUS
- GEUS Nuuk
- Råstofstyrelsen under Grønlands Hjemmestyre Arkiveret 9. august 2016 hos  Wayback Machine
- MINEX - Greenland Mineral Exploration Newsletter

### Rapporter
- Bureau of Minerals and Petroleum, Annual Report 2001, Grønlands Hjemmestyre, 46 sider Arkiveret 28. august 2016 hos  Wayback Machine, ISSN 1399-2058